# Вельвер
Ве́львер (нем. Welver) — коммуна в Германии, в земле Северный Рейн-Вестфалия.
Подчиняется административному округу Арнсберг. Входит в состав района Зост. Население составляет 12 419 человек (на 31 декабря 2010 года). Занимает площадь 85,6 км².
| Год  | Население |
| ---- | --------- |
| 1995 | 11 308    |
| 2000 | 12 663    |
| 2005 | 12 957    |
| 2010 | 12 490    |